# Jesse Powell (Saxophonist)
Jesse Powell (* 27. Oktober 1924 in Fort Worth; † 19. Oktober 1982 in New York) war ein US-amerikanischer Jazz- und Rhythm-and-Blues-Tenorsaxophonist und Bandleader.

## Karriere
Der aus Texas stammende Tenorsaxophonist Jesse Powell arbeitete Mitte der 1940er Jahre mit Hot Lips Page, Louis Armstrong und Luis Russell. 1946 wurde er Mitglied des Count Basie Orchestra, als er Illinois Jacquet ablöste. Ende der Dekade wirkte er bei zahlreichen Blues- und Rhythm-and-Blues-Aufnahmen mit, spielte u. a. mit Brownie McGhee, Willie Jordan und Doc Pomus. Er arbeitete auch mit Champion Jack Dupree und tourte 1948 mit Howard McGhee durch Frankreich; 1949 im Orchester von Dizzy Gillespie. In den 1950er Jahren arbeitete er mit verschiedenen R&B-Gruppen.
Unter eigenem Namen spielte Powell 1951 und 1953 einige Stücke für das Label Federal ein; 1954 folgten Aufnahmen für das Label Josie mit Bands wie den Cadillacs. Im Bereich des R&B nahm er weitere Singles auf und war Ende der 1950er Jahre als Studiomusiker für Atlantic/Atco tätig, u. a. bei dem Song „Mr. Lee“ der Bobbettes zu hören, wo er ein Tenorsaxophon-Solo spielte. 1957 spielte die Pianistin Jutta Hipp in seiner Tourneeband. Anfang der 1960er Jahre nahm Powell wieder unter eigenem Namen auf; 1961 das Album Party Time für ein Sublabel von Prestige Records. In seinen späteren Jahren arbeitete er in Harlem und nahm nur noch wenige Schallplatten auf. Powells Stücke sind auf der Anthologie Texas Tenors (Prestige) zu hören.

## Diskographische Hinweise
- Blow Man Blow (Jubilee Records)